# La Référence Plus
La Référence Plus est un quotidien congolais en langue française publié à Kinshasa.